# 潘嘉德
潘嘉德（英語：Poon Ka Tak，1948年10月13日—），香港最長年資的電視劇監製，是前無綫電視劇集監製、舞台劇導演以及電影導演，曾為客串演出電影「孤男寡女」和「鍾無艷」等。他曾與從事幕後工作多年，以老戲骨帶領新人入戲的方式培養了不少現已成名的藝人。

## 背景

#### 入行
潘嘉德籍貫福建廈門、他於福建省廈門市出生，但翌年不久回流至香港後，包括有三兄一姊，父親是菲律賓華僑。潘在5歲時後定居香港島中西區西環同住，7歲時從回到廈門居住。於當地讀小學二年級至六年級，後在當地讀了數個月中學。潘嘉德在11歲時已經約本來被家人安排與胞姊到菲律賓跟父母團聚，但因為菲律賓政局問題而滯留在香港。結果留在香港落地生根。他本來想曾就讀入讀一所以國語授課的中學是蘇浙公學。最後考慮了該校與自己住所的距離後選讀漢華中學，在校期間已對跳舞、唱歌與話劇深感興趣。就讀中三時期已自編自導話劇劇目，並參與演出。另外，演員梁家仁是他的中學同班同學。1967年中學畢業後，他當過7年半銀行會計文員。1967年，潘嘉德中學畢業後，入職銀行業界的原因在於他認為銀行工作穩定，加上準時支付薪金，所以花了7年多時間埋首苦幹。
1974年期間，因與朋友參加香港女歌手潘迪華自資製作的介紹下參與音樂舞台劇「白娘娘」在利舞臺重演的出席，在無綫電視舞蹈室排舞時，友人為他填寫第4期無綫電視藝員訓練班的報名表格，電視台經過幾輪選拔後決定取錄他；當年同期加入的學員包括有，潘嘉德曾連同杜琪峰、黃杏秀、李國麟、梁碧玲、劉仕裕、談泉慶、賴水清、黃建勳、任達華及張美琳等人合作。曾於1975年畢業後獲得在劇集中主要飾演小角色如太監、家丁、侍衛、賓客、衙差等。他當時與電視台公司簽了三年基本藝員合約，然而只做了三個月藝員，便轉投幕後工作，之後他在無綫宣傳部後來或中期當陳家瑛的助導。
事實上，潘先生當曾先後在訓練班受訓那年，潘嘉德已連同杜琪峯、賴水清、黃建勛等人跟隨着王天林學習戲劇，並為其抄寫劇本，奠定日後當全職幕後人員作準備。最初無綫電視的節目宣傳部需要人手，於該部門任職、現為電影監製的黎永強遂把他推薦予林燕妮。再轉介他認識現為香港藝人經理人的陳家瑛，當其助理編導。至1976年完成電視劇集《無花果》拍攝後，潘正式轉職為編導，跟隨時為電視編導、後為監製的甘志輝學習；不久為《家變》、《江湖小子》（1976年電視劇）、劇集的主題曲音樂錄像及其他電視劇集或節目拍攝宣傳影片，又專注做《K-100》的導演至1981年為止。
1981年，潘嘉德轉到戲劇組為《四季情》擔任導演，跟李沛權學做劇集幕後拍攝。其第二部負責當導演的作品是《風雨晴》。往後的《假日風情》、《大香港》、《戲班小子》、《英雄出少年》、《孖寶太子》、《新紮師兄續集》等作品皆有他編導的部分。其間因短暫時間離開無綫電視他於1982年至1984年底在轉投黃霑創辦的「黃與林廣告公司」任職。樂家杏仁糖、蟠龍半島和太古城的廣告是其擔任導演的作品。後來他到台灣跟隨杜琪峯的劇組工作。當年台灣年代集團的邱復生希望他留下來作個人發展。然而潘不想離鄉別井，亦不希望從頭建立自己的人脈事業。於是婉拒了邱的好意。黃霑留意到潘是個懂得引導演員代入廣告場口的人才，也有意挽留他在廣告界大展拳腳。最終在無綫電視需要導演拍攝《鐵面包公》，而且在劉天賜說服下，潘嘉德選擇於1984年正式回到無線電視。與此同時在短期內繼續在外兼職廣告導演。
到了1986年底，潘嘉德正為梁材遠拍攝了《城市故事》；兩人並非的向閒聊時對方揚言他將會晉升為監製。而且起初他其實不知情且不為意，後來在李沛權帶領下，導演《吾妻十三點》和負責剪片、整理幕後人員名單時才意識到公司擢升他為監製。而其監製的電視劇眾多，當中以《刑事偵緝檔案》系列、《鑑證實錄》系列、《衝上雲霄》糸列、《女人唔易做》、《On Call 36小時》系列、《三个女人一個「因」》最令觀眾熟悉。
然而，雖然潘嘉德對於他在幕前演出感到尷尬又來説，不過他樂於接受任何演出的邀請而不計較酬勞。此外，由於喜歡舞台劇演員的出品人林建明作品之一，因此他在2020年推出了舞台劇《今晚打老虎》，以完成心一直想做的事。同時會花其餘時間到處遊埠，偶爾亦會客串演出並參與無綫電視電影和電視劇等等。

#### 離開或回巢無綫
一直至到2018年5月，他是無線藝員訓練班 畢業生，首位由藝員轉戰幕後工作最久的前無綫電視製作節目人員。潘嘉德曾於香港TVB任職前後44年。
至2018年5月底，他曾選擇離開工作達44年的無綫電視，但后於2020年9月底選擇再次回巢無線電視，並與無綫簽了一年監製合約。《好日子》是為其無綫電視的告別作。同年於10月13日，他在香港島中西區中環皇后大道中愛丁堡廣場香港大會堂的美心皇宮大酒樓舉辦了潘嘉德70歲的大壽兼榮休晚宴暨榮休會會宴，且筵開35圍招待以往曾合作過的藝人及同事
並後於2020年9月；再度返回無綫電視，以部頭形式簽約，2021年潘嘉德完成由其監製的劇集《欺詐劇團》，2022年完成監製（與林肯聯合監製）《青春不要臉》。
潘嘉德現為自由身，接拍香港（包括香港以外各地）的電視劇、電影製作、舞台劇等工作。

## 外部連結
- 潘嘉德的Facebook專頁
- 潘嘉德的Instagram帳戶